# Nasser Bouiche
Nasser Bouiche (ar. ناصر بويش; ur. 18 czerwca 1960 w Algierze) – algierski piłkarz grający na pozycji ofensywnego pomocnika. W swojej karierze rozegrał 26 meczów i strzelił 4 gole w reprezentacji Algierii.

## Kariera klubowa
Całą swoją karierę piłkarską Bouiche spędził w klubie MP Algier. W sezonie 1977/1978 zadebiutował w jego barwach w pierwszej lidze algierskiej i grał w nim do 1987 roku. W sezonach 1977/1978 i 1978/1979 wywalczył z nim dwa mistrzostwa Algierii, a w sezonie 1982/1983 zdobył z nim Puchar Algierii.

## Kariera reprezentacyjna
W reprezentacji Algierii Bouiche zadebiutował 31 maja 1981 roku w przegranym 0:1 meczu eliminacji do MŚ 1982 z Nigrem. W 1984 roku był w kadrze Algierii na Puchar Narodów Afryki 1984. Rozegrał w nim jeden mecz grupowy, z Malawi (3:0) i strzelił w nim gola. Z Algierią zajął 3. miejsce w tym turnieju.
W 1986 roku Bouiche powołano do kadry na Puchar Narodów Afryki 1986. Nie wystąpił w nim ani razu. Od 1981 do 1985 roku rozegrał w kadrze narodowej 26 meczów i strzelił 4 gole.